# Саенко, Василий Тарасович
Василий Тарасович Саенко (укр. Василь Тарасович Саєнко; 21 января 1920, Дьяков — 2 июля 1988, Херсон) — участник Великой Отечественной войны, Герой Советского Союза (27 июня 1945), гвардии майор. С 1961 года работал в отделе кадров Херсонского нефтеперерабатывающего завода.

## Биография
Василий Тарасович Саенко родился 21 января 1920 года на хуторе Дьяков Волчанского уезда Харьковской губернии Украинской ССР, ныне село Шевченково Первое Бугаевского сельского совета Волчанского района Харьковской области Украины.
Окончил 6 классов. Работал слесарем на Харьковском электромеханическом заводе.
В РККА с 1940 года, призван Сталинским РВК г. Харькова. Участник Великой Отечественной войны с июня 1941 года. Легко контужен 22 июня 1942 года, тяжело контужен 8 августа 1942 года. Член ВЛКСМ с 1942 года.
В 1943 году окончил Сталинградское военное танковое училище. 
Командир танка Т-34 55-го гвардейского танкового полка (12-я гвардейская механизированная бригада, 5-й гвардейский механизированный корпус), гвардии лейтенант В.Т. Саенко участвовал в операции по захвату и удержанию города Гольцов, важного опорного пункта на реке Плане. После неожиданного нападения врага на колонну лейтенант Саенко проявил инициативу и вывел взвод во фланг атакующих. За несколько минут взвод уничтожил 6 танков. Остальные вражеские машины повернули обратно. Отряд овладел городом Гольцов и оборонял его с 25 апреля по 2 мая 1945 года.
27 июня 1945 года за образцовое выполнение заданий командования и проявленные при этом мужество и героизм, гвардии лейтенант Саенко Василий Тарасович удостоен звания Героя Советского Союза с вручением ордена Ленина и медали «Золотая Звезда».
С 1946 года член ВКП(б), в 1952 году партия переименована в КПСС.
В 1949 году окончил Курсы усовершенствования офицерского состава.
С 1961 года майор Саенко — в запасе. Жил в городе Херсоне Херсонской области, работал в отделе кадров Херсонского нефтеперерабатывающего завода.
Василий Тарасович Саенко умер 2 июля 1988 года.

## Награды
- Герой Советского Союза, 27 июня 1945 года[2][3][4]
  - Медаль «Золотая Звезда» № 8854
  - Орден Ленина
- Орден Отечественной войны I степени, 6 апреля 1985 года[5]
- Два ордена Красной Звезды, 12 апреля 1945 года[6], 30 декабря 1956 года
- Медали, в т.ч.
  - Медаль «За боевые заслуги», 15 ноября 1950 года[7]
  - Медаль «За победу над Германией в Великой Отечественной войне 1941—1945 гг.»
  - Медаль «За взятие Берлина»
  - Медаль «За освобождение Праги»